# Universal Studios
Universal Studios er det næstældste eksisterende filmselskab i Hollywood kun overgået af Walt Disney Studios.

## Historie
Selskabet blev dannet i 1909, som the Yankee Film Company. Grundlæggeren af Universal var en tysk jøde ved navn Carl Laemmle.

### Biografejer
Laemmle havde slået sig ned i Wisconsin, hvor han drev en tøjforretning. I 1905 var han i Chicago for at købe tøj, og blev fascineret af de mange små og populære biografer, hvor man kunne komme ind og se film for blot en nikkel. Blot uger efter sit besøg, havde han opgivet sin forretning og købt den første biograf. Men Edisons patenter pustede ham og andre biografejere i nakken; de kunne ikke vise en film uden at skulle betale et gebyr for det. Edison havde, ud over patentet på den elektriske motor brugt i kamera og projektor, også patent på filmproduktion, -visning og -distribution.

### Filmproduktion
Laemmle og andre utilfredse biografejere indså, at den eneste måde, at komme uden om at betale gebyr til Edison, var at producere deres egne film, og i 1909 startede han the Yankee Film Company; som hurtigt blev til the Independent Moving Picture Copany (IMP) – og den 30. april 1912 til Universal Film Manufacturing Co. Selskabet blev en stor succes, fordi Laemmle krediterede skuespillerne – noget Edison ikke ville.

### Nyt studie
I 1915 åbnede Laemmle verdens største filmproduktionsfacilitet: Universal City Studios. Men fordi Laemmle var forsigtig af natur, var Universal allerede i starten 1920'erne ikke længere det største selskab, men nummer 2. Deres publikum var de små byer, og selskabet lavede primært melodrama, billige westernfilm og serier.

### Ny leder – ny linje
I 1928 overlod han styringen af selskabet til sin søn Carl Laemmle Jr. Sønnen turde gøre de ting, faderen ikke kunne: han købte og byggede biografer, omdannede studiet til lydproduktion og opgraderede kvaliteten af produktionen. Resultaterne udeblev ikke: 1929-udgaven af Show Boat, den først musical i farver, King of Jazz og All Quiet on the Western Front, som vandt "best Picture" i 1930. Desuden fandt han en niche i produktionen af horror-film: Frankenstein, Dracula og The Mummy.

### Depressionen
Men det var risikofyldt at forsøge, at modernisere et selskab under depressionen, og for en periode blev Universal faktisk sat under økonomisk administration. Kæden af biografer blev sat fra, men Laemmle Jr. holdt fast i distribution, studier og produktion. Hans tanker om at opgradere sidstnævnte bevirkede, at man lavede en overdådig genindspilning af Show Boat med mange af stjernerne fra Broadway. På grund af filmen var det nødvendigt for Universal for første gang nogensinde at låne penge: 750.000 dollars – for at kunne gennemføre produktionen. Selv med lånet gik det galt: produktionen blev forsinket, og et gældsplaget studie kunne ikke tilbagebetale lånet. Så banken overtog pantet til ejerskabet ved at inddrag familien Laemmles aktier i Universal Pictures Company Inc.

### Nye tider og nye ejeskifter
Selv om genindspilningen af Show Boat blev en enorm succes, blev Laemmle fuldstændig fjernet fra alt, hvad der havde relation til firmaet, og de nye ejere skar kraftigt i produktionsbudgetterne. Ved starten af 2. verdenskrig var der kun gang i lavbudgetfilm, nøjagtigt som i gamle dage.
I 1945 købte en britisk entreprenør ved navn J.A. Rank en fjerdedel af aktierne i Universal. I 1946 gennemførte han en sammensmeltning af Universal med et andet uafhængigt selskab: International Pictures. Men det gik ikke værre eller bedre, end at der igen kom økonomiske problemer og i slutningen af 1940'erne var det hele tilbage til lavbudgetfilm.
I 1952 solgte Rank alle sine aktier til en anden investor: M. Rackmill, hvis firma Decca Records fuldstændig overtog kontrollen med Universal. Selv om Decca Records fortsatte med lavbudgetfilm, var de interesseret i ændringer indenfor branchen.

#### Nye skuespillerrettigheder
I 1948 var der nemlig en retssag mod Paramount Picture; resultatet at skuespillerne i stadig større grad selv kunne bestemme, hvor og hvornår de skulle arbejde. I 1950 lavede MCA-agenten L. Wasserman, for hans klient J. Stewart, en aftale med Universal, der helt ville ændre reglerne indenfor filmbranchen. Aftalen bevirkede, at Stewart fik procenter af 3 film – i stedet for løn. Da en af de 3 film blev et kæmpe hit, blev Stewart en holden mand. Og denne form for regel blev standard for mange af Universals film – og senere for andre filmstudier.

## MCA overtager Universal
I slutningen af 1950'erne var filmindustrien igen i problemer: bruddet mellem biografer og fjernsynets fremgang, betød at massepublikummet drev væk, og ikke rigtig kom tilbage. Samtidig var MCA blevet en magtfuld tv-producent. Efter en total nedlukning gik Universal i 1958 med til at sælge deres 1,5 km² store grund med studie til MCA for 11 millioner dollars. Selv om MCA ejede studiet, men ikke Universal Pictures, havde selskabet en stor indflydelse på Universals produkter. I midten af 1962 overtog MCA, Universal Pictures, og produktionsselskabet blev datterselskabet Universal Pictures, mens moderselskabet blev til MCA/Universal Pictures Inc. og koncentrerede sig om eksport af Universals produkter. Revue Studios blev til Universal Televison. Alle MCA klienter kom på kontrakt med Universal. I 1960'erne blev Universal, det aldrig have formået før: et stort, absolut 1.klasses filmstudie, hvor man fra 1964 kunne komme på rundvisning. Men det var for sent; publikum var væk, og i 1968 var man nødt til at spare – TV tog det meste; og Universal dominerede de amerikanske netværk, især NBC (som senere smeltede sammen med Universal og blev til NBC Universal) – hvor de stod for op mod 50 % af det der blev sendt i "prime time".
En nyskabelse som Universal var særlig stolt af, var film designet til fjernsynet; 90 minutter filmene. Og sådan var det i lang tid for Universal, de lavede stadig film – og kom da også med hits, men det var produktionen til fjernsynet der trak det store læs. Ivrig efter at udvide søgte direktøren for MCA/Universal, Lew Wassermann, til den japanske elektronik producent Matsushita Electric. Det lykkedes, og på det tidspunkt ændrede produktionen navn til Universal Studios Inc. Men de kulturelle forskelle var for store, og 5 år senere solgte Matsushita Electric kontrollen til den canadiske alkohol distributør Seagram. I håbet om at bygge et media imperium omkring Universal, købte Seagram bl.a. Polygram og skabte MCA/Universal Home Video Inc. – for at tjene penge på videobånd; men det gik ikke rigtig og for at skaffe penge solgte Seagram-direktøren Edgar Bronfman Jr. Universals "fjernsynsejendomme". I sidste ende gik Seagram ud af det, ved i juni 2000 at sælge sig selv til Medie firmaet Vivendi, og selskabet skiftede navn til Vivendi Universal; og den musikrelaterede del af MCA blev solgt fra til Geffen Music – og MCA var endeligt ude af billedet.
Til sidst, stærkt forgældet, solgte Vivendi Universal sit datterselskab Vivendi Universal Entertainment til GE i 2004; "forældre til NBC – og denne super store sammensmeltning blev omdøbt til NBC Universal, og produktionen hed stadig Universal Studios Inc. Mange havde sine tvivl om GE, som var meget fokuseret på profit og Hollywood, som kostede en del at leve i kunne fungere sammen. Men det ser ud til at virke; GE ejer 80 % af NBC Universel, mens Vivendi ejer de sidste 20 % – med mulighed for at sælge sine aktier i 2006.
Universal har haft logo'et med jordkloden siden 1920'erne. Et opdateret logo kom i 1929; med et fly der skriver ordene "A Universal Picture". Med den nye ledelse i midt 1930'erne kom et helt nyt logo, der blev introduceret i 1936: en glasklode der drejede ordene "A Universal Picture" omgivet af blinkende stjerner. Efter sammensmeltningen med International Picture kom et nyt logo; en realistisk udgave af jordkloden, og navnet "Universal-International". I 1963 blev International droppet, og en mere steriliseret globe inde i en Van Allen bælte kom til – sammen med navnet "Universal". Fra 1963 og frem til 1972 var ordet "A" og "Picture" hhv. over og under "Universal". Fra 1973 kom "AN MCA Company" til.
I forbindelse med sit 75 års jubilæum fik logo'et en digital "makeover". Ved brug af CGI ser man nu et satellit billede af Jorden, og mens man trækker tilbage kommer et klassisk "Universal" til syne. I de første år man brugte dette, startede logo'et med at vise bidder af gamle log'er – men det tonede man ned i 1997 for at lægge mere lys på Jorden og de roterende bogstaver. Det hele akkompagneret af svulmende musik lavet af Jerry Goldsmith. Logo'et er blevet modificeret siden da for at matche den film der vises. I Waterworld stiger vandet på kloden, og kun Universal er tilbage.
Konceptet omkring Universal Studios Florida kom sig af, at filmselskabet ville kombinere et fungerende filmstudie med en temapark. Parken åbnede den 7. juni 1990, og det gik ikke særlig godt for den til at begynde med; elektronikken brød sammen, folk ventede i kø i evigheder, og medarbejder forlod stedet – sværgende at de aldrig ville vende tilbage. Universal forsøgte at uddele gratis adgangsbilletter som plaster på såret, men det var for sent. Det tog mange år at få genoprettet tilliden til stedet, men det lykkedes dog.
I 1996 var man i fuld gang med at udvikle planer for en udvidelse; der skulle åbnes en til temapark, et nyt hotel og underholdnings distrikt – på én gang. I 1999 blev Universal Studios Florida til Universal Studios Escape – som senere ændrede navn til Universal Studio's Florida. Den nye park fik titlen Islands of Adventure. Hotellet var Portofino Bay, og distriktet City Walk. I 2000 kom Hard Rock Hotel til. Og det stopper nok ikke her: Universal ejer ca. 2000 kvadratmeter jord, og man vil åbne mindst 2 yderligere tema parker, og måske endda golf parker.